# Jermaine Anderson
Jermaine Anderson (Toronto, Ontario, 8 de febrero de 1983) es un exjugador de baloncesto canadiense con nacionalidad jamaicana, que jugó como profesional entre 2007 y 2017. Mide 1,88 metros de estatura, y ocupaba la posición de base.

## Trayectoria deportiva
Tras completar High School en el Eastern Commerce Collegiate Institute de Toronto, llegó a la NCAA de la mano de la Universidad de Fordham en la campaña 2002-03, subiendo progresivamente sus números hasta finalizar su etapa universitaria en la 05-06 con una media de 15.6 puntos, 3.7 rebotes y 3.4 asistencias.
Al no ser seleccionado en el draft de la NBA, Jermaine Anderson cruzó el Atlántico en la 06-07 para empezar en el básquet continental en el Brose Baskets Bamberg alemán, aunque en junio de 2007 fue traspasado al Polpak Swiecie de la Liga de Polonia, donde acabó con promedios de 7.8 puntos, 2.2 rebotes y 2.2 asistencias. En la 07-08, después de empezar con buenos dígitos en el Halifax Rainmen de la ABA, en febrero fichó por el Walter Tigers Tuebingen alemán, logrando una media de 13.9 puntos, 2.9 rebotes y 2.6 asistencias por partido.
La temporada 08-09 sirvió para ratificar su crecimiento en la Bundesliga con el Walter Tigers Tuebingen, (12.8, 3 y 3.6) y en la 09-10 hizo lo propio en Croacia, en las filas del Cedevita Zagreb. Allí promedió 12.3, 3.6 y 4.4 en la Liga Adriática, lo que le llevó a fichar en la 10-11 por el Triumph Lyubertsy ruso. En Rusia mantuvo el buen nivel de sus números (10, 3.6 y 1.9), que también brillaron desde enero de 2011 en el Panionios griego: 12.8 puntos, 2.7 rebotes y 2.8 asistencias.
Jermaine Anderson firmó con el KK Buducnost en la 11-12. Tanto en la Eurocup (10.4, 2.7 y 3) como en la Liga Adriática (9.3, 1.8 y 3) volvió a rayar a gran altura con el cuadro montenegrino. En noviembre de 2012 llegó a Croacia a través de la Cibona de Zagreb, aunque sólo un mes después regresó a Alemania en las filas del New Yorker Phantoms Braunschweig (9.5, 2.2 y 2.5), donde acabó la temporada.
Al año siguiente, firmó en la 13-14 por el TBB Trier, también de la Bundesliga alemana, con el que en 34 encuentros promedió 10.5 puntos, 3.2 rebotes y 2.6 asistencias. La pasada campaña se mantuvo en el equipo germano, finalizando los 33 partidos disputados con una media de 9.9 puntos, 2.9 rebotes y 2.6 asistencias.
En agosto de 2015, se convierte en nuevo jugador del Baloncesto Sevilla.

## Selección nacional
Desde 2004 ha sido internacional con la Selección de baloncesto de Canadá, selección con la que ha disputado 75 partidos oficiales y participado en los torneos FIBA Américas de 2009 (4º puesto), 2011 (6º) y 2013 (6º), así como en el Campeonato del Mundo de 2010 (22º).